# Shelly Yachimovich

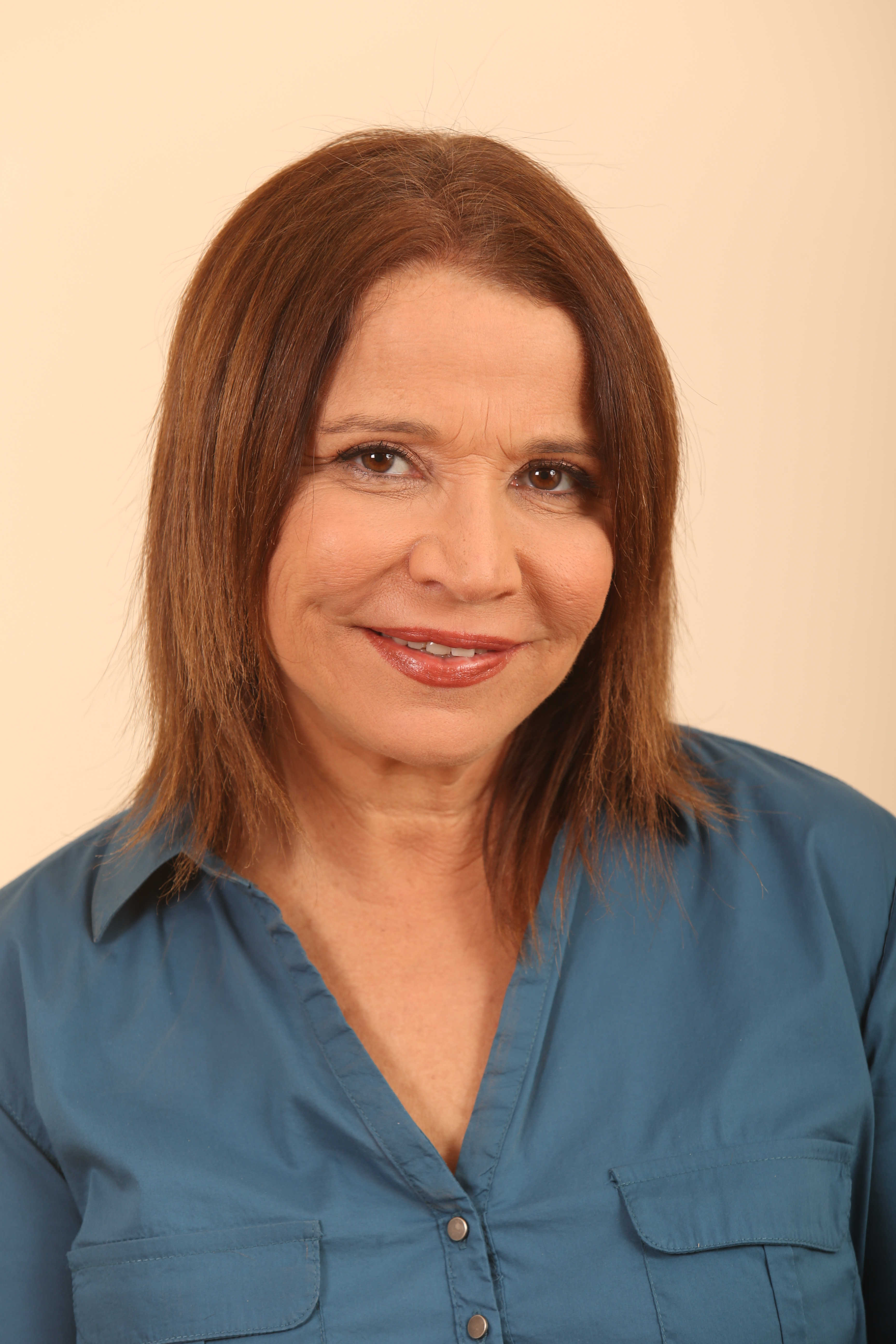
Shelly Yachimovich, 2015

Shelly Yachimovich (hebräisch שלי יחימוביץ׳‎, * 28. März 1960 in Kfar Saba) ist eine israelische Journalistin, Autorin und Politikerin der Awoda.

## Leben
Shelly Yachimovich studierte Sozialwissenschaften an der Ben-Gurion-Universität im Negev. Als Journalistin war sie unter anderem ab dem Jahr 2000 für den israelischen Fernsehsender Channel 2 tätig; zuvor arbeitete sie für den Radiosender Israel Broadcasting Authority. Seit 2006 ist Yachimovich Abgeordnete in der Knesset. In den Jahren 2012 und 2013 war sie Oppositionsführerin in der Knesset. Sie wohnt in Tel Aviv und hat zwei Kinder.

## Positionen
Shelly Yachimovich befürwortete die Begnadigung des wegen vorsätzlicher Tötung im Tötungsdelikt in Hebron am 24. März 2016 schuldig gesprochenen israelischen Soldaten Elor Azaria. Mit dieser Position war sie in der Linken eher allein.

## Werke (Auswahl)
- Eshet Ish (Devoted Wife). Keshet: Israel, 2001
- Mishakei Zuggot (Couples' Games). Keshet: Israel, 2003
- Anachnu: Al Kalkala, Hevra, Musar Uleumiyut Beyisrael (We: On Economy, Society, Morality and Nationality in Israel). Am Oved: Israel, 2011